# Alberto González (baseball)
Alberto Ramon González (né le 18 avril 1983 à Maracaibo, Zulia, Venezuela) est un joueur de baseball évoluant dans les Ligues majeures depuis 2007. Il joue au deuxième but, au troisième but et à la position d'arrêt-court.

## Carrière

### Yankees de New York
Alberto González signe son premier contrat professionnel avec les Diamondbacks de l'Arizona en 2002. Alors qu'il évolue toujours dans les ligues mineures, il est l'un des quatre joueurs, avec les lanceurs Luis Vizcaíno, Ross Ohlendorf et Steven Jackson, que les Diamondbacks échangent aux Yankees de New York le 9 janvier 2007 pour rapatrier en Arizona le joueur étoile Randy Johnson.
González fait ses débuts dans les majeures avec les Yankees le 1er septembre 2007. Ce n'est que le 27 septembre, dans une rencontre face aux Devil Rays de Tampa Bay, qu'il réussit son premier coup sûr dans les grandes ligues, un simple aux dépens du lanceur Scott Kazmir.
Après avoir joué 12 matchs en fin de saison 2007 avec New York, Gonzalez s'aligne avec les Yankees dans 28 parties en 2008 avant de passer le 31 juillet aux Nationals de Washington. Pour ce transfert, les Yankees obtiennent les services du lanceur Jhonny Nunez.

### Nationals de Washington
Avec Washington, Gonzalez frappe son premier circuit dans les majeures le 7 septembre contre Julián Tavárez des Braves d'Atlanta. Il connaît une bonne fin de saison, frappant pour,347 en 17 parties pour les Nationals. Sa moyenne au bâton pour l'année 2007 est de,257 avec New York et Washington.
Le Vénézuélien devient régulier de l'équipe en 2009, alors qu'il dispute 105 parties avec les Nationals. Il frappe pour,265 avec un sommet personnel de 77 coups sûrs, dont un circuit, et 33 points produits.
En 2010, il apparaît dans 114 parties des Nats, frappant pour,247. Souvent utilisé comme frappeur suppléant, il est utilisé en défensive aux postes de deuxième et troisième but ainsi qu'à l'arrêt-court.

### Padres de San Diego
Le 28 mars 2011, Gonzalez est échangé aux Padres de San Diego en retour du lanceur des ligues mineures Erik Davis. Il affiche une moyenne au bâton de ,215 avec 32 points produits, un de moins que son record personnel, en 102 parties pour les Padres en 2011.
San Diego le libère de son contrat en novembre 2011.

### Rangers du Texas
En décembre 2011, il rejoint les Rangers du Texas via un contrat des ligues mineures. Il apparaît dans 24 parties des Rangers en 2012 et frappe pour ,241 de moyenne en 32 présences au bâton.

### Cubs de Chicago
Gonzalez rejoint les Cubs de Chicago le 13 novembre 2012 et joue 11 parties avec eux en début de saison 2013.

### Retour aux Yankees de New York
Le 9 mai 2013, les Cubs transfèrent Gonzalez aux Yankees de New York.

## Statistiques
| Saison | Équipe     | G   | AB  | R  | H   | 2B | 3B | HR | RBI | SB | BA   |
| ------ | ---------- | --- | --- | -- | --- | -- | -- | -- | --- | -- | ---- |
| 2007   | NY Yankees | 12  | 14  | 3  | 1   | 0  | 0  | 0  | 1   | 0  | .071 |
| 2008   | NY Yankees | 28  | 52  | 4  | 9   | 2  | 0  | 0  | 1   | 0  | .173 |
| 2008   | Washington | 17  | 49  | 9  | 17  | 6  | 0  | 1  | 9   | 0  | .407 |
| 2009   | Washington | 105 | 291 | 31 | 77  | 16 | 3  | 1  | 33  | 1  | .265 |
| 2010   | Washington | 114 | 186 | 19 | 46  | 8  | 1  | 0  | 5   | 0  | .247 |
| Totaux | Totaux     | 276 | 592 | 66 | 150 | 32 | 4  | 6  | 49  | 1  | .253 |

Note : G = Matches joués ; AB = Passages au bâton; R = Points ; H = Coups sûrs ; 2B = Doubles ; 3B = Triples ; 
HR = Coup de circuit ; RBI = Points produits ; SB = Buts volés ; BA = Moyenne au bâton.